# PCP4
Le PCP4 (« Purkinje cell protein 4 ») est une protéine exprimée particulièrement dans les cellules de Purkinje du cervelet. Son gène est le PCP4 situé sur le chromosome 21 humain.
Cette protéine est également présente dans les cellules de Purkinje cardiaques, modulant l'activité de la CaMKII (« calmodulin-dependent kinase II ») et intervenant, par ce biais, dans l'excitabilité cardiaque.